# Campionati italiani maschili giovanili di pallanuoto
I campionati italiani maschili giovanili di pallanuoto sono un insieme di tornei pallanuotistici maschili nazionali istituiti dalla Federazione Italiana Nuoto (FIN). I campionati sono suddivisi e organizzati in 5 categorie, in base all'anno di nascita degli atleti.
Le Fasi Finali (Final Eight), salvo diverse disposizioni, sono svolte al Polo acquatico Frecciarossa di Ostia (RM).

## I campionati

### Under 20 A
Il campionato Under-20 è una categoria dei campionati giovanili italiani. Conosciuto come campionato Juniores, è aperto ad atleti con età inferiore ai vent'anni. Lo svolgimento prevede una fase preliminare regionale organizzata dai Comitati Regionali, al termine della quale le migliori piazzate si qualificano per le fasi nazionali "A" le altre si classificano alle fasi finali "B" , organizzate dalla sezione pallanuotistica nazionale della FIN.

### Under 20 B
Il campionato Under-20 B è una categoria dei campionati giovanili italiani. Conosciuto come campionato Juniores B, è aperto ad atleti con età inferiore o uguale ai vent'anni d'età. Lo svolgimento prevede una fase preliminare regionale organizzata dai Comitati Regionali, al termine della quale le migliori piazzate si qualificano per le fasi nazionali "A" le altre si classificano alle fasi finali "B" , organizzate dalla sezione pallanuotistica nazionale della FIN.

### Under 18 A
Il campionato Under-18 A è una categoria dei campionati giovanili italiani. Conosciuto come campionato Allievi A, è aperto ad atleti con età inferiore o uguale ai diciotto anni appartenenti a società di Serie A1 e Serie A2. Lo svolgimento prevede una fase preliminare regionale organizzata dai Comitati Regionali, e una fase finale nazionale organizzata dalla sezione pallanuotistica della FIN.

### Under 18 B
Il campionato Under-18 B è una categoria dei campionati giovanili italiani. Conosciuto come campionato Allievi B, è aperto ad atleti con età inferiore o uguale ai diciotto anni appartenenti a società di Serie B, Serie C e Promozione ed alle società di Serie A1 e A2 eliminate dalla fase preliminare "A". Lo svolgimento prevede una fase preliminare regionale organizzata dai Comitati Regionali, e una fase finale nazionale organizzata dalla sezione pallanuotistica della FIN.

### Under 16
Il campionato Under-15 è una categoria dei campionati giovanili italiani. È aperto ad atleti con età inferiore o uguale ai sedici anni. Lo svolgimento prevede una fase preliminare regionale organizzata dai Comitati Regionali, e una fase finale nazionale organizzata dalla sezione pallanuotistica della FIN.

### Under 14
Il campionato Under-14 è una categoria dei campionati giovanili italiani. Conosciuto come campionato ragazzi, è aperto ad atleti con età inferiore o uguale ai quattordici anni. Lo svolgimento prevede una fase preliminare regionale ed una finale a livello nazionale.